# Лансинк, Йос
Йос Лансинк (нидерл. Jozeph Johannes Gerardus Marinus «Jos» Lansink; род. 19 марта 1961, Россум, Оверэйссел) — нидерландский, позже бельгийский конник, чемпион и призёр чемпионатов Европы и мира, чемпион летних Олимпийских игр 1992 года в Барселоне, участник семи Олимпиад.

## Биография
Лансинк начал ездить верхом в трёхлетнем возрасте. В 1988 году на лошади Феликс он выиграл несколько соревнований Гран-при, прежде чем принять участие в Олимпийских играх 1988 года.
Лансинк участвовал в семи Олимпиадах, из них на первых четырёх Олимпиадах Лансинк представлял Нидерланды, а на остальных — Бельгию. Первой Олимпиадой, в которой он участвовал, была летняя Олимпиада 1988 года в Сеуле. На этой Олимпиде он занял 7-е место в личном зачёте, а команда Нидерландов заняла 5-е место.
Свою единственную олимпийскую медаль — золото в командном зачёте — Лансинк завоевал в 1992 году в Барселоне, где представлял Нидерланды.
Последней для Лансинка Олимпиадой стала летняя Олимпиада 2012 года в Лондоне. На этой Олимпиаде Лансинк стал 23-м, а команда Бельгии заняла 13-е место.